# H.NAOTO

h.NAOTO是股份有限公司S-inc的流行服裝品牌。
設計服裝的風格包括視覺系、龐克、搖滾、哥德搖滾、哥德蘿莉、Cosplay、動漫等。

## 廣岡直人
廣岡直人是以自己名字創立h.NAOTO的設計師。兵庫縣出身。於文化服裝學院畢業後，於1999年入職S-inc擔當Tikimanime的助手。隨著2000年1月的春夏服裝而開拓「h.NAOTO」的品牌。

## 旗下主要的品牌
- hEAVEN
- H
- 8CLUB
- h.

當初只有在「H」內再細分為「h.ANARCHY」和「h.NAOTO Blood」。直至2007年1月，四個旗下品牌下已分為32種，而且不斷在增加。

## 關聯項目
- 動畫天堂（節目的贊助商及服裝提供、協力）
- 高橋直純
- 酒井香奈子
- 野川櫻
- HANGRY&ANGRY

## 外部連結
- （日語）S-inc* （英文） （页面存档备份，存于）